# Guo Lingling
Dans ce nom chinois, le nom de famille, Guo, précède le nom personnel Lingling.
Pour les articles homonymes, voir Guo.
Guo Lingling (en chinois : 郭玲玲 ; pinyin : Guō Línglíng), née le 18 août 1989 à Handan (Hebei, Chine), est une haltérophile handisport chinoise concourant dans la catégorie des -41 kg. Après deux titres mondiaux en 2017 et 2019, elle remporte le titre paralympique en 2021.

## Biographie
Elle perd l'usage de ses jambes durant l'enfance après avoir contracté la poliomyélite.

## Carrière
En 2019, elle rafle sa deuxième médaille mondiale en devenant championne du monde den -45 kg en soulevant 118 kg, record du monde de la catégorie. C'est 2,5 kg de plus que ce qu'elle avait soulevé en 2018 pour remporter les Jeux asiatiques. En 2017, elle avait déjà été sacrée championne du monde avec un record du monde de 110 kg.
Pour ses premiers Jeux paralympiques en 2020, Guo remporte l'or en -41 kg en soulevant 109 kg — nouveau record du monde de la catégorie — lors de son troisième essai après avoir échoué à 108 kg lors du deuxième.

## Palmarès
| Date | Compétition           | Lieu        | Place | Cat.   |
| ---- | --------------------- | ----------- | ----- | ------ |
| 2017 | Championnats du monde | Mexico      | 1re   | -45 kg |
| 2018 | Jeux para-asiatiques  | Jakarta     | 1re   | -45 kg |
| 2019 | Championnats du monde | Noursoultan | 1re   | -45 kg |
| 2021 | Jeux paralympiques    | Tokyo       | 1re   | -41 kg |